# گویرگو
گویرگو شهری در شهرستان سورگو در استان بولکیمده در بورکینافاسوی غربی مرکزی است جمعیت آن ۱۳۸۴ نفر است.